# Hóa tổng hợp

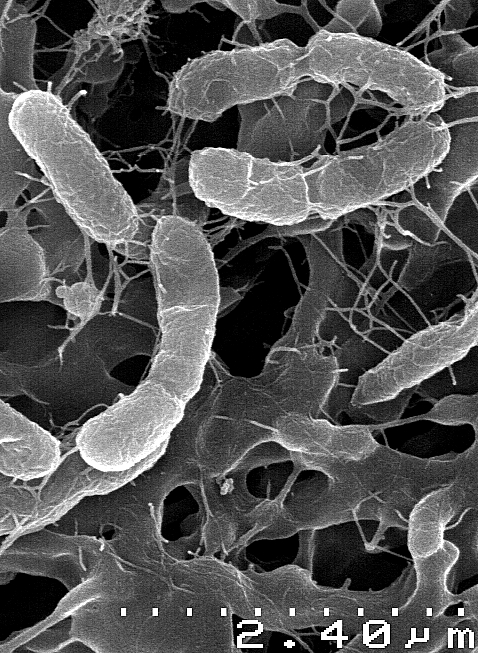
Venenivibrio Steaspumantis thu được năng lượng bằng cách oxy hóa khí hydro.

Trong hóa sinh, hóa tổng hợp là sự chuyển đổi sinh học của một hoặc nhiều phân tử chứa carbon (thường là cacbon dioxide hoặc mêtan) và các chất dinh dưỡng thành chất hữu cơ bằng cách sử dụng quá trình oxy hóa khử các hợp chất vô cơ (ví dụ: khí hydro, Hydro sulfide) hoặc các ion sắt làm nguồn cung cấp năng lượng chứ không phải là ánh sáng mặt trời như trong quang hợp.
Nhiều vi sinh vật trong các vùng tối của đại dương sử dụng quá trình hóa tổng hợp để tạo ra sinh khối từ các phân tử cacbon đơn lẻ. Có hai loại khác nhau. Ở những nơi hiếm hoi có các phân tử hydro (H2), năng lượng sẵn có từ phản ứng giữa CO2 và H2 (dẫn đến sản sinh metan, CH4) có thể đủ lớn để thúc đẩy sản xuất sinh khối. Còn trong hầu hết các môi trường đại dương khác, năng lượng cho quá trình hóa tổng hợp bắt nguồn từ các phản ứng trong đó các chất như Hydro sulfide hoặc amonia bị oxy hóa. Điều này có thể xảy ra khi có hoặc không có oxy.
Nhiều vi sinh vật hóa tổng hợp là thức ăn của các sinh vật khác trong đại dương, và các mối quan hệ cộng sinh giữa sinh vật hóa tổng hợp và sinh vật dị dưỡng hô hấp là khá phổ biến. Các quần thể động vật lớn có thể được cấp dưỡng bởi quá trình sản xuất thứ cấp hóa tổng hợp tại các miệng phun thủy nhiệt, mêtan hyđrat, lỗ phun lạnh, kình lạc và nước trong hang động bị cô lập.
Người ta đã đưa ra giả thuyết rằng quá trình hóa tổng hợp kỵ khí có thể hỗ trợ sự sống bên dưới bề mặt Sao Hỏa, vệ tinh Europa của Sao Mộc và các hành tinh khác. Hóa tổng hợp cũng có thể là kiểu trao đổi chất đầu tiên phát triển trên Trái đất, dẫn đường cho hô hấp tế bào và quang hợp phát triển sau này.

## Quá trình hóa tổng hợp hydro sulfide
Giun ống khổng lồ sử dụng vi khuẩn trong bộ dưỡng sinh của chúng để cố định cacbon dioxide (sử dụng Hydro sulfide làm electron và oxy hoặc nitrat làm nguồn năng lượng) và sản xuất đường và amino acid. Một số phản ứng tạo ra lưu huỳnh:
quá trình hóa tổng hợp Hydro sulfide:
18H2S + 6CO2 + 3O2 → C6H12O6 (cacbohydrat) + 12H2O + 18S
Thay vì giải phóng khí oxy trong khi cố định cacbon dioxide như trong quá trình quang hợp, quá trình hóa tổng hợp hydro sulfide sản sinh ra các hạt lưu huỳnh rắn. Ở các vi khuẩn có khả năng hóa tự dưỡng (một dạng hóa tổng hợp), chẳng hạn như vi khuẩn lưu huỳnh tía, có thể nhìn thấy các giọt lưu huỳnh màu vàng hiện diện trong tế bào chất.

## Phát hiện
Năm 1890, Sergei Winogradsky đề xuất một loại quá trình sống mới được gọi là "anorgoxydant". Khám phá của ông gợi ra rằng một số vi sinh vật có thể chỉ sống bằng vật chất vô cơ và xuất hiện trong quá trình ông thực hiện cuộc nghiên cứu sinh lý vào những năm 1880 ở Strasbourg và Zürich về vi khuẩn lưu huỳnh, sắt và nitơ.
Năm 1897, Wilhelm Pfeffer đặt ra thuật ngữ "hóa tổng hợp" để chỉ quá trình sản xuất năng lượng bằng cách oxy hóa các chất vô cơ, liên quan đến quá trình đồng hóa cacbon dioxide tự dưỡng — cái mà ngày nay được đặt tên là hóa vô cơ tự dưỡng. Sau này, thuật ngữ này sẽ được mở rộng bao gồm cả sinh vật thực dưỡng, là những sinh vật sử dụng chất nền năng lượng hữu cơ để đồng hóa cacbon dioxide. Do đó, hóa tổng hợp có thể được xem như là một từ đồng nghĩa của hóa tự dưỡng.
Thuật ngữ "hóa dưỡng" có ít hạn chế hơn thì được đưa ra vào những năm 1940 bởi André Lwoff nhằm mô tả việc sản xuất năng lượng bằng quá trình oxy hóa các chất cho electron, hữu cơ hay không hữu cơ, liên quan đến tự hoặc dị dưỡng.

### Miệng phun thủy nhiệt
Đề xuất của Winogradsky được xác nhận gần 90 năm sau khi các miệng phun đại dương thủy nhiệt được dự đoán là tồn tại vào những năm 1970. Những suối nước nóng và những sinh vật kỳ lạ được Alvin, người lặn dưới đáy biển sâu đầu tiên trên thế giới, phát hiện vào năm 1977 tại Khe Galapagos. Cùng lúc đó, người lúc đó vẫn đang học sau đại học Colleen Cavanaugh đã đề xuất rằng vi khuẩn hóa tổng hợp oxy hóa sulfide hoặc lưu huỳnh nguyên tố chính là cơ chế giúp giun ống có thể tồn tại gần các miệng phun thủy nhiệt. Cavanaugh sau đó đã xác nhận được rằng đây thực sự là phương pháp sinh tồn của loài giun này, và ông thường được ghi nhận là người đã phát hiện ra quá trình hóa tổng hợp.
Một loạt phim truyền hình năm 2004 do Bill Nye dẫn chương trình đã gọi hóa tổng hợp là một trong 100 khám phá khoa học vĩ đại nhất mọi thời đại.

### Vỏ đại dương
Vào năm 2013, các nhà nghiên cứu đã báo cáo về việc phát hiện ra vi khuẩn sống trong đá của vỏ đại dương bên dưới lớp trầm tích dày, và nằm cách xa các miệng phun thủy nhiệt hình thành dọc theo rìa của các mảng kiến tạo. Họ phát hiện sơ bộ rằng những vi khuẩn này tồn tại nhờ hydro được tạo ra bằng cách khử hóa học olivin bởi nước biển lưu thông trong các mạch nhỏ thấm qua lớp bazan tạo nên lớp vỏ đại dương. Vi khuẩn tổng hợp mêtan bằng cách kết hợp hydro và cacbon dioxide.